# Mount & Blade
Mount & Blade ist ein Action-Rollenspiel aus dem Jahr 2008 für Microsoft Windows und der Name für die auf das Spiel folgende Serie. Das Computerspiel wurde vom unabhängigen, türkischen Entwicklerstudio TaleWorlds Entertainment entwickelt und von Paradox Interactive sowohl über den Einzelhandel als auch über digitale Plattformen wie Steam oder GOG vertrieben. Es weist Elemente eines Strategie- sowie Aufbauspiels auf. Eine Besonderheit dieses Rollenspiels ist der genreuntypische Verzicht auf Fantasy-Elemente. Das Spiel besitzt keine lineare Handlung. Dem Charakter wird eine mittelalterliche Welt zur Verfügung gestellt, in der er unabhängig und ohne vom Spiel vorgegebene Zielsetzung agieren kann.

## Gameplay
Zu Beginn des Spieles erstellt man sich in einem Charaktereditor einen eigenen Spielercharakter. Die Handlung spielt im fiktiven, mittelalterlichen Land Calradia, welches vom Machtkampf rivalisierender Königreiche zerrissen ist.
Auf der Weltkarte von Calradia kann man in Echtzeit per Klick zu einer anderen Position reisen. Auf der Karte ist es möglich mit festen Plätzen (bspw. Burgen, Dörfern und Städten) oder beweglichen Einheiten (Plünderern, Karawanen, fürstliche Armeen) zu interagieren. Es ist außerdem möglich gewisse Managementaspekte des Spiels auf dieser Karte vorzunehmen.
Im Falle des Betretens eines der genannten Orte oder einer Schlacht wechselt die Ansicht von der Kartenperspektive zu einer Third-Person-Perspektive und man ist wie für Rollenspiele typisch in der Lage, den Charakter über Maus und Tastatur zu steuern.
Eine elementare Spielidee von Mount & Blade ist dabei, dass man nicht nur sich selbst, sondern eine ganze von einem selbst aufgebaute Söldnerkompanie in die Schlacht führt. Diese Söldner können als Rekruten in den Dörfern der Weltkarte angeworben werden und durch Training zu stärkeren Einheiten aufgewertet oder in Tavernen erworben werden.

## Rezeption
Das Computerspiel erhielt mittelmäßige bis positive Wertungen. Das deutschsprachige Onlinemagazin 4Players lobte die hohe Handlungsfreiheit, welche Oberflächlichkeiten, wie das Fehlen einer Haupthandlung sowie toller Grafik, spielend wieder wett mache. PC Games bezeichnete das Spiel zwar als „interessanten Genre-Mix“, die Grafik sei aber grausig und nicht mehr zeitgemäß. So habe Mount & Blade zwar ein feines Kampfsystem, zeige aber deutliche Schwächen in der Präsentation.

„Endlich ein Rollenspiel, das ganz ohne Fantasy auskommt. Mittendrin-Gefühl kommt bei den Schlachten auf.“

Laut IGN finde man unglaublich gut getaktetes und fesselndes Spiel, indem man tun könne was man wolle, sofern man über den niedrigen Produktionswert hinwegsehen könne.

## Nachfolger
Ein Remake namens Mount & Blade: Warband wurde am 30. März 2010 veröffentlicht. Die wichtigste Neuerung war ein Multiplayer-Modus. Zusätzlich wurde dem Einzelspieler-Modus ein weiteres Volk hinzugefügt und dem Spieler war es nun möglich, König zu werden. Es wurden noch einige kleinere Verbesserungen vorgenommen sowie die Grafik gegenüber dem Vorgänger verbessert.
Ein weiterer Nachfolger mit dem Titel Mount & Blade: With Fire and Sword erschien am 3. Mai 2011. Die Spielwelt lehnt sich stark an die Handlung des Romans Mit Feuer und Schwert des polnischen Schriftstellers Henryk Sienkiewicz an. Auch hier ist ein Multiplayer-Modus vorhanden.
Im Herbst 2011 verriet ein Mitarbeiter von Taleworlds, dass er momentan an dem Nachfolger zu Mount & Blade arbeite. Am 19. April 2012 erschien dann ein DLC Napoleonic Wars für M&B Warband. Dieser DLC wurde als Mod Musket Madness (später Mount and Musket) gestartet, dann aber von Taleworlds in Zusammenarbeit mit den Moddern als Napoleonic Wars veröffentlicht. Die Multiplayer-Erweiterung von Mount & Blade: Warband spielt zur Zeit der letzten Napoleonischen Kriege.
Am 27. September 2012 wurde ein Teaser-Trailer zum neuesten Spiel der Reihe veröffentlicht. Mount & Blade II: Bannerlord wird nicht wie die vorherigen Teile vom Publisher Paradox Interactive vertrieben werden, sondern direkt von TaleWorlds.
Am 16. Oktober 2014 wurde der DLC Mount & Blade: Warband – Viking Conquest für das Spiel Mount & Blade: Warband angekündigt. Die im Dezember 2014 veröffentlichte Erweiterung wurde nicht von Taleworlds, sondern vom Entwicklerteam des Mods Brytenwalda entwickelt.

## Modding
Zu sämtlichen Teilen der Spieleserie entwickelte sich eine große Modding-Community. Im ersten Teil beschränkten sich die Mods noch auf Verbesserungen des Einzelspielermodus, während für den Nachfolger Warband auch zahlreiche Mods für den Mehrspielermodus entwickelt wurden. Einige Mods verändern den Multiplayermodus dabei vollkommen.

## Mount-&-Blade-Serie
Zur Mount-&-Blade-Serie zählen:
- Mount & Blade
- Mount & Blade: Warband
  - Mount & Blade: Warband – Napoleonic Wars (DLC)
  - Mount & Blade: Warband – Viking Conquest (DLC)
- Mount & Blade: With Fire and Sword
- Mount & Blade II: Bannerlord